# Saison cyclonique 2017 dans l'océan Atlantique nord
La saison cyclonique 2017 dans l'océan Atlantique nord devait s'étendre officiellement du 1er juin au 30 novembre 2017 selon la définition de l'Organisation météorologique mondiale. C'est la première année que le National Hurricane Center américain a commencé à émettre des avis et avertissements pour des « cyclones tropicaux potentiels », des perturbations qui n'ont pas encore atteint au moins le stade de dépressions tropicales mais qui ont une probabilité élevée de le devenir et qui peuvent causer des effets importants aux terres dans les 48 heures suivantes. Les avis pour ces tempêtes potentielles auront le même contenu que les avis normaux mais incluront la probabilité de développement.
La saison a en réalité débuté le 19 avril avec la tempête tropicale Arlene. Il y eut peu de cyclones tropicaux avant le mois d'août mais ensuite dix ouragans se succédèrent rapidement jusqu'au milieu d'octobre, dont six ouragans majeurs. Les plus marquants furent Harvey, Irma, Maria et Ophelia qui firent au moins 200 milliards de dollars américains en dégâts et plus de 3300 morts, dont un bilan officiel à Porto Rico pour Maria de 2975 morts. Après la mi-octobre, l'activité est devenue dispersée avec des tempêtes tropicales de courtes durées et s'est terminée le 9 novembre avec Rina. L'énergie cumulative des cyclones tropicaux (ACE) pour la saison 2017 au 30 novembre était de 223,23 unités. C'est l'une des valeurs les plus élevées enregistrées pour une saison des ouragans dans l'Atlantique et le plus grand total depuis la saison 2005.

## Prévisions
Le nombre moyen de cyclones dans l'Atlantique nord par saison (1981 à 2010) est 12,1 tempêtes tropicales et 6,4 ouragans, dont 2,7 ouragans majeurs (atteignant au moins la catégorie 3 sur l'échelle de Saffir-Simpson). L'énergie cumulative des cyclones tropicaux (ACE) est de 96,1 annuellement durant la même période.
La prévision d'activité des ouragans est émise avant chaque saison par des experts des ouragans comme Philip J. Klotzbach, William M. Gray et leurs associés de l'Université d'État du Colorado (CSU), par le National Weather Service de la NOAA, le Met Office et d'autres services spécialisés. Une saison est définie comme supérieure à la normale, près de la normale ou au-dessous de la normale par la combinaison du nombre de tempêtes nommées, le nombre ayant atteint la force d'ouragan, le nombre d'ouragans majeurs et l'indice de l'ACE.

### Prévisions pré-saison
| Source                                                  | Date                                      | Tempêtes nommées | Ouragans         | Ouragans majeurs         | Réf.              |
| ------------------------------------------------------- | ----------------------------------------- | ---------------- | ---------------- | ------------------------ | ----------------- |
| TSR                                                     | 17 décembre 2016 5 avril 2017 17 mai 2017 | 14 11 14         | 6 4 6            | 3 2 3                    | [ 4 ] [ 5 ] [ 6 ] |
| CSU                                                     | 6 avril 2017 1er juin 2017                | 11 14            | 4 6              | 2                        | [ 7 ] [ 8 ]       |
| NCSU                                                    | 18 avril 2017                             | 11 à 15          | 4 à 6            | 1 à 3                    | [ 9 ]             |
| Met Office                                              | 1er juin 2017                             | 10 à 16          | 6 à 10           | -                        | [ 10 ]            |
| NWS                                                     | 25 mai 2017 9 août 2017                   | 11 à 17 14 à 19  | 5 à 9            | 2 à 4 2 à 5              | [ 11 ] [ 12 ]     |
| CEPMMT/ Météo-France                                    | 1er avril 2017 8 juin 2017                | 9,7 12           | - 8              | -                        | [ 13 ] [ 14 ]     |
| ––––––––––––––––––––––––––––––––––––––––––––––––––––––– |                                           |                  |                  |                          |                   |
|                                                         |                                           | Tempête nommées  | Ouragans         | Ouragan majeurs          | Réf.              |
| Moyenne (1981–2010)                                     | Moyenne (1981–2010)                       | 12,1             | 6,4              | 2,7                      | ,                 |
| Moyenne (1991–2020)                                     | Moyenne (1991–2020)                       | 14,4             | 7,2              | 3,2                      | [ 17 ]            |
| Record d'activité maximum                               | Record d'activité maximum                 | 30 (saison 2020) | 15 (saison 2005) | 7 (saisons 2005 et 2020) | [ 18 ]            |
| Record de plus faible activité                          | Record de plus faible activité            | 4 (saison 1983)  | 2 (saison 1982)  | 0 (saison 1994)          | [ 18 ]            |

La première prévision pour l'année a été émise par TSR (Tropical Storm Risk) le 13 décembre 2016 et prédisait une saison presque moyenne avec quatorze tempêtes nommées avec six ouragans dont trois atteignant le stade d'ouragan majeur. L'ACE prévu était de 101 unités. Le 14 décembre 2016, le CSU publia une discussion qualitative détaillant cinq scénarios possibles pour la saison 2017, en tenant compte de l'état de l'oscillation atlantique multidécennale et de développement d'un El Niño pendant la saison.
Le 1er avril, le Centre européen pour les prévisions météorologiques à moyen terme (CEPMMT) et Météo-France publièrent leur première prévision cyclonique. Avec un El Niño possible, une phase positive de l'oscillation nord-atlantique (ONA) et un cycle multi-décennal d'activité cyclonique faible, leurs résultats anticipent une saison cyclonique 2017 modérée, un peu en dessous des normales des trente dernières années et bien inférieure à l’année précédente à 9,7 tempêtes nommées et un ACE de 72,8.
TSR abaissa ses chiffres de prévisions le 5 avril 2017 à onze tempêtes nommées, avec quatre ouragans dont deux majeurs, en fonction des tendances récentes favorisant le développement d'un épisode El Niño. Le lendemain, le CSU mis à jour sa prévision, prédisant également un total de onze tempêtes nommées avec quatre ouragans dont deux majeurs. Le 18 avril, c'était au tour de l'université d'État de Caroline du Nord (NCSU) d'émettre sa prévision, soit une saison près de la normale avec un total de onze à quinze tempêtes nommées, dont quatre à six ouragans et de un à trois atteignant le stade majeur.
Le 25 mai, le National Weather Service américain a fait la présentation de ses prévisions saisonnières. Mentionnant que la présence d'un faible événement d'El Niño, ou même sa non existence, le service prédit une probabilité de 70 % d'une saison au-dessus de la normale avec onze à dix-sept systèmes tropicaux nommés, dont cinq à neuf ouragans et deux à quatre atteignant le seuil majeur. Le lendemain, TSR mettait ses chiffres à jour, revenant à ses valeurs de décembre 2016 et rehaussant l'index d'énergie cumulative des cyclones tropicaux (ACE) à 98.

### Mise à jour durant la saison
Le 1er juin, le Met Office britannique a publié sa propre prévision de 70 % de probabilité que le nombre de cyclones tropicaux dans l'Atlantique se situerait entre 10 et 16, dont 6 à 10 ouragans et un indice ACE de 92 à 198. Le même jour, le CSU mit à jour ses prévisions pour inclure quatorze cyclones nommés, dont six ouragans et deux ouragans majeurs, incluant la tempête tropicale Arlene. Les chiffres des deux études étaient basées sur le statut à ce moment de l'oscillation nord-atlantique qui tendait vers une phase négative, favorisant un plus grand développement de systèmes tropicaux, et une phase d'El Niño significativement plus faible et incertaine.
Le 8 juin, CEPMMT/Météo-France a mis à jour sa prévision en l'ajustant à la hausse. Concluant comme les autres institutions que l'épisode El Niño 2017 serait moins fort et plus incertain qu'initialement anticipé et qu'un
réchauffement de l'océan atlantique tropical au cours des deux derniers mois avait été noté, CEPMMT/Météo-France anticipa une saison cyclonique proche ou légèrement supérieure aux normales des trente dernières années avec douze tempêtes nommées dont huit ouragans.
Le 9 août, Le NWS a publié une mise à jour de ses prévisions pour la saison des ouragans de 2017 qui augmentait la probabilité d'une saison supérieure à la normale à 60 %. Celles-ci étaient basées sur une température de la mer supérieure à celle prévue antérieurement et au fait que la formation d'un El Niño, restreignant la formation de cyclones, ne s'était toujours pas matérialisée ce qui à cette date avait déjà donné 6 systèmes nommés. Les prévisionnistes mentionnèrent alors la possibilité de 14 à 19 cyclones tropicaux nommés, dont 5 à 9 ouragans et 2 à 5 ouragans majeurs.

## Nom des tempêtes
La liste des noms utilisée pour nommer les tempêtes et les ouragans pour 2017 sera la même que celle de la saison cyclonique 2011 sauf pour Irene qui a été retiré et sera remplacé par Irma en 2017. Lors de la réunion de l'Organisation météorologique mondiale le 11 Avril 2018, les noms Harvey, Irma, Maria, et Nate furent retirés et remplacés avec Harold, Idalia, Margot, et Nigel pour la saison 2023.
| TT | Arlene |
| TT | Bret   |
| TT | Cindy  |
| TT | Don    |

| TT | Emily    |
| 1  | Franklin |
| 2  | Gert     |
| 4  | Harvey   |

| 5 | Irma  |
| 4 | Jose  |
| 2 | Katia |
| 3 | Lee   |

| 5  | Maria    |
| 1  | Nate     |
| 3  | Ophelia  |
| TT | Philippe |

| TT   | Rina  |
| Inc. | Sean  |
| Inc. | Tammy |
| Inc. | Vince |

| Inc. | Whitney |

| TT | Arlene |
| TT | Bret   |
| TT | Cindy  |
| TT | Don    |

| TT | Emily    |
| 1  | Franklin |
| 2  | Gert     |
| 4  | Harvey   |

| 5 | Irma  |
| 4 | Jose  |
| 2 | Katia |
| 3 | Lee   |

| 5  | Maria    |
| 1  | Nate     |
| 3  | Ophelia  |
| TT | Philippe |

| TT   | Rina  |
| Inc. | Sean  |
| Inc. | Tammy |
| Inc. | Vince |

| Inc. | Whitney |

## Résumé de la saison
La saison 2017 devait commencer le 1er juin 2017 mais Arlene s'est développée le 19 avril dans le nord de l'océan Atlantique, profitant d'une masse d'air exceptionnellement instable pour la saison. Elle eut une courte durée de vie mais il s'agissait de la deuxième tempête tropicale à se former au mois d'avril dans les annales, l'autre étant Ana en 2003. En juin, seulement deux tempêtes tropicales de faibles intensité sont apparues, Bret et Cindy. Bret, qui toucha le sud-est des Caraïbes, fut le système nommé en juin se formant le plus près de l'équateur, à 9,4 °N, depuis un ouragan de 1933.
Juillet fut tout aussi calme, la dépression tropicale Quatre s'est développée dans l'axe des ouragans capverdiens mais n'a pas réussi à s'intensifier. Elle fut suivie par la tempête tropicale Don. À la fin du mois, un front froid s'est amené sur le golfe du Mexique et a permis la formation de la dépression tropicale Six qui s'est rapidement transformé en tempête tropicale Emily mais elle eut une courte vie.
Août vit le début d'une période très active débutant avec le premier ouragan de la saison, Franklin, dans la baie de Campêche. Quelques jours après la dissipation de Franklin, la tempête tropicale Gert s'est formée au nord-est des Bahamas, devenant finalement un ouragan à une latitude élevée au-dessus de l'Atlantique occidental. Le 17 août, la tempête tropicale Harvey s'est formée à l'est des îles Sous-le-Vent, avant de dégénérer en onde tropicale au-dessus du centre des Caraïbes trois jours plus tard, puis de se régénérer sur le sud-ouest du golfe du Mexique le 23 août. Ce système est rapidement devenu un ouragan de catégorie 4 avant de toucher la côte du Texas le 25 août. Harvey est devenu le premier ouragan majeur de la saison, le premier de cette force à toucher les États-Unis depuis Wilma en 2005, le premier ouragan de catégorie 4 à toucher la côte au Texas depuis Carla en 1961, et le premier ouragan de catégorie 4 à toucher les États-Unis contigus depuis Charley en 2004. Cet ouragan a donné des pluies torrentielles durant des jours à cause de son lent déplacement, causant des inondations généralisées dans le sud-est du Texas et l'ouest de la Louisiane, en particulier à Houston où il a laissé plus d'un mètre d'accumulation.

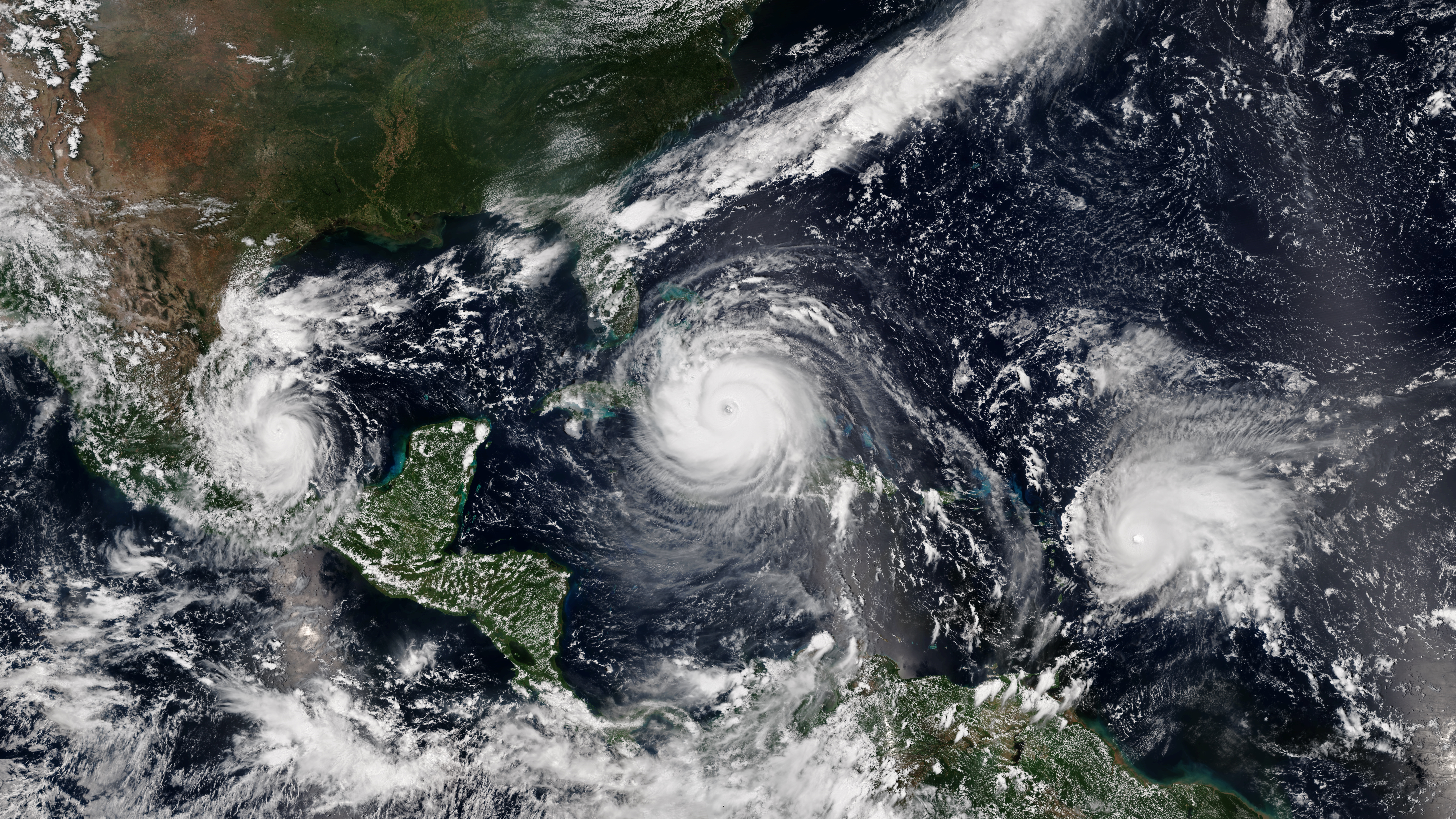
« Scène rare » dans l'Atlantique nord, trois ouragans simultanés le 8 septembre 2017 : Katia à gauche, Irma au centre et Jose à droite.

Septembre marqua le pic de la saison avec de nombreux ouragans de très forte intensité. Irma s'est formée à l'ouest du Cap-Vert et s'est rapidement intensifiée pour devenir un ouragan de catégorie 5 à l'est des îles du Vent. C'est l'ouragan le plus fort en termes de vents soutenus depuis Wilma en 2005, et le plus fort ouragan à l'extérieur de la mer des Caraïbes et du golfe du Mexique. Alors qu’Irma dévastait le Nord des Petites Antilles et se dirigeait vers la Floride, l'ouragan Jose se formait le 5 septembre, culminant comme un ouragan de catégorie 4 et menaçant de passer sur la même trajectoire. En arrivant, près des Petites Antilles, il tourna cependant vers le nord puis effectua une boucle anticyclonique passant entre la côte de la Caroline du Nord et les Bermudes puis allant stationner au sud du cap Cod avant de se dissiper.
Lorsque l'ouragan Katia s'est formée le 5 septembre, c'était la première fois depuis 1998 que six ouragans se formaient dans une saison. Le 17 septembre, Maria est devenue un ouragan de catégorie 5 et frappa certaines des mêmes régions dévastées par l'ouragan Irma, frappant particulièrement fort à Porto Rico. Quand Lee s'est intensifié dans un ouragan majeur le 27 septembre, la saison 2017 est devenu la première en sept ans où cinq ouragans majeurs se sont formés. Heureusement, ce dernier est toujours resté en mer et n'a pas fait de dégâts.
Après quelques jours calmes, l'activité reprit le 4 octobre quand la seizième dépression tropicale s'est formée dans la mer des Caraïbes. Elle s'est transformée en tempête tropicale Nate le jour suivant en s'approchant de la côte du Nicaragua. Le 7 octobre, Nate s'est transformé en ouragan de catégorie 1 près de l'embouchure du fleuve Mississippi le 7 octobre. Il toucha cet État le même jours puis Biloxi, au Mississippi, la nuit suivante. Au moment où Nate est devenu post-tropical le 9 octobre, une dépression tropicale s'est formée dans l'Atlantique subtropical oriental, se renforçant en tempête tropicale Ophelia le même jour. Ophelia est devenue un ouragan deux jours plus tard, marquant la première fois depuis 1893 que dix ouragans furent nommés consécutivement dans la même saison. Le 14 octobre, Ophelia s'est soudainement renforcée pour devenir un ouragan de catégorie 3, le sixième ouragan majeur de la saison et le plus à l'est de cette intensité jamais enregistrée dans le bassin atlantique. Il se transforma le 16 octobre en cyclone extratropical et frappa les îles Britanniques, faisant trois morts en Irlande.
Après la mi-octobre, les systèmes furent très espacés, n'atteignirent que le niveau de tempête tropicale et durèrent peu de temps. La tempête tropicale Philippe fut cependant absorbée par une dépression en intensification rapide près du cap Hatteras. Cette dernière causa des dommages importants par le vent et la pluie sur le nord-est du Canada et des États-Unis. La saison 2017 s'est terminée le 9 novembre avec Rina.
L'énergie cumulative des cyclones tropicaux (ACE) pour la saison 2017 le 30 novembre était de 223,23 unités. C'est l'une des valeurs les plus élevées enregistrées pour une saison des ouragans dans l'Atlantique et le plus grand total depuis la saison 2005. Elle représente plus du double de la médiane de 92 unités de la saison 1981-2010. La saison 2017 compte l'ouragan avec la troisième valeur d'ACE la plus élevée des annales, soit ouragan Irma à 66,6 unités. C'est aussi l'une des quatre saisons seulement, incluant 1966, 2003 et 2004, à avoir au moins deux ouragans avec une valeur ACE de plus de 40 unités et la seule saison à en avoir eu trois. Le 8 septembre 2017 établit également la journée avec l'ACE le plus élevé de l'histoire et la quatrième plus haute valeur ACE de toute la saison atlantique depuis 1950. Septembre a également provoqué la valeur d'ACE la plus élevée de tous les mois dans l'Atlantique, dépassant septembre 2004.

## Cyclones tropicaux

### Tempête tropicaleArlene
Un cyclone extratropical s'est formé le long d'un front avant froid au sud-ouest des Açores le 15 avril, produisant des vagues jusqu'à 12 m. Le système a montré de la convection sporadique le 17 avril. Ce processus a continué avec la formation de bandes orageuses près du centre le 19 avril, incitant le National Hurricane Center (NHC) à le reclasser en dépression subtropicale Un à 15 h UTC ce jour-là alors que le système était à 1 435 km au sud-ouest de Açores. La convection est devenue plus concentrée pendant les premières heures du 20 avril et le système a évolué vers un cyclone complètement tropical à 15 h UTC. Six heures plus tard, malgré les prévisions prédisant une dissipation, la tempête se renforça de manière inattendue dans pour devenir la tempête tropicale Arlene. Arlene a de nouveau défié les prévisions et atteint une intensité maximale de 85 km/h à 15 h UTC le 21 avril. Douze heures plus tard, Arlene est redevenue extratropicale et fut absorbée dans une plus importante dépression.
Après avoir été nommé le 20 avril, Arlene est devenue la deuxième tempête tropicale à se former au mois d'avril, l'autre étant Ana en 2003. Son développement formation en cyclone subtropical le 19 avril marquait seulement le sixième cas de ce genre en mois d'avril, après Ana en 2003, une tempête subtropicale en avril 1992 et trois dépressions tropicales en 1912, 1915 et 1973,. Il a également marqué la troisième année consécutive où une tempête de pré-saison s'est formée dans l'Atlantique nord, avec des tempêtes de pré-saison se formant respectivement en 2015 et 2016. En outre, il s'est formé à une latitude exceptionnellement élevée, étant désigné à environ 37° N, l'une des formations les plus septentrionales pour une tempête au début de l'année. Finalement, c'était la plus forte tempête tropicale de l'Atlantique nord enregistrée au mois d'avril, avec une pression centrale de 993 hPa, dépassant le record précédent d'Ana à 994 hPa.

### Tempête tropicaleBret
Une onde tropicale quitta la côte de l'Afrique occidental le 13 juin et le National Hurricane Center commença à la suivre peu après. Son développement fut lent en raison de sa faible latitude et de son mouvement relativement rapide vers l'ouest. Un signe de meilleur organisation eut lieu le 18 juin, lorsqu'une zone orageuse s'est formée près du centre de la perturbation et le NHC déclara à 21 h UTC que le système avait le potentiel de devenir la dépression tropicale Deux. L'organisation s'accélérant tout au long de la nuit, le NHC en fit la tempête tropicale Bret le 19 juin à 21 h à 200 km au sud-est de Trinidad. Passant juste au large du Venezuela, le système a perdu de son intensité et est redevenu une dépression tropicale. Le dernier message du NHC à son propos fut émis le 20 juin à 21 h UTC. Le système était alors désorganisé et se trouvait à 190 km à l'est de Curaçao, se dirigeant rapidement vers l'ouest-nord-ouest.
À Trinidad, une personne est morte indirectement de la tempête après être tombée d'un pont de fortune alors que la pluie l'avait rendu glissant,. Selon Phil Klotzbach de l'université d'État du Colorado, Bret fut le cyclone tropical s'étant formé le plus tôt dans les annales le long de la trajectoire des ouragans capverdiens, dépassant la date de la tempête tropicale Anna de 1979. Bret fut aussi le système nommé en juin se formant le plus près de l'équateur, à 9,4 °N, depuis un ouragan de 1933.

### Tempête tropicaleCindy
Une perturbation s'étant formée dans la mer des Caraïbes est devenu le cyclone tropical potentiel Trois en fin d'après-midi le 19 juin à 490 km au sud de l'embouchure du fleuve Mississippi et des alertes cycloniques furent envoyées pour la côte de la Louisiane. À 17 h UTC le 20 juin, le système fut reclassé tempête tropicale par le NHC, et nommé Cindy, alors qu'il faisait du surplace. Le 21 juin, Cindy commença à se déplacer lentement vers le nord-ouest à une dizaine de kilomètres par heure et les alertes furent étendues vers le Texas.
Malgré la présence d'air sec et d'un fort cisaillement des vents avec l'altitude, Cindy a atteint un pic de vents de 95 km/h. La tempête a touché terre entre Port Arthur (Texas) et Cameron (Louisiane) tôt le 22 juin et perdit graduellement son intensité en se dirigeant vers le nord-est. Le 23 à 21 h UTC, le NHC a émis son dernier bulletin alors que Cindy était devenu post-tropical et se trouvait sur le Kentucky mais était toujours associé avec une large zone de pluie et fut absorbé la nuit suivante par un système frontal se dirigeant vers la côte atlantique.
Un garçon de dix ans est mort des blessures subies lors du mauvais temps à Fort Morgan (Alabama). Un autre décès s'est produit à Bolivar (Texas). Le National Weather Service rapporte des quantités de pluie allant jusqu'à 229 mm en Alabama, 123 mm en Arkansas, 272 mm en Floride, 182 mm en Géorgie, 266 mm en Louisiane, 476 mm au Mississippi et 136 mm dans l'ouest du Texas.

### Dépression tropicaleQuatre
Tôt le 29 juin, le NHC a commencé à suivre une onde tropicale associée à une vaste zone nuageuse sur le littoral de l'Afrique de l'ouest. Deux jours plus tard, elle montra un potentiel pour devenir un cyclone tropical. Le 3 juillet, l'organisation des nuages en passant au milieu de l'Atlantique tropical s'améliora, mais ses chances de développement diminuèrent deux jours plus tard alors que le système se fut déplacé vers un environnement plus stable.
Ayant déjà une circulation bien définie, le développement d'une région persistante d'orages vers 3 h UTC le lendemain, incita le NHC à reclasser le système en dépression tropicale Quatre. Celle-ci était située à environ 2 485 km à l'est des Petites Antilles. Bien que la cisaillement des vents fût faible, la dépression naissante eut du mal à s'intensifier, une couche d'air sec provenant du Sahara étant injectée dans la circulation d'est. Les restes de Quatre furent ainsi absorbée dans un creux barométrique tard le 7 juillet.

### Tempête tropicaleDon
Le 15 juillet, une perturbation tropicale s'est formée à mi-chemin entre la côte africaine et les Antilles. Le 17 à 21 h UTC, à la suite du rapport d'un avion de reconnaissance, le NHC classe le système comme la tempête tropicale Don alors qu'il était à 780 km à l'est-sud-est de la Barbade et que son mouvement franc ouest le dirigeait vers les îles du Vent.
Entrant dans une zone de fort cisaillement des vents en altitude, Don s'est rapidement désintégré le 18 juillet et le NHC a émis son dernier bulletin à propos du système à 3 h UTC le 19 juillet. Le creux barométrique restant était à ce moment à 90 km à l'ouest-sud-ouest de la Grenade et se dirigeait rapidement vers les îles ABC. La tempête n'a eu que peu d'effets.
Par pure coïncidence, cette faible tempête tropicale Don s'est produite dans l'Atlantique en même temps qu'une tempête tropicale Hillary s'intensifiait dans le Pacifique. Ce fut utilisé dans plusieurs blagues sur le Président américain Donald Trump, très fortement critiqué, et Hillary Clinton, son adversaire perdante à la présidence en 2016.
Il est à noter que les noms des cyclones tropicaux n'ont rien à voir avec l'actualité car ils sont choisis longtemps à l'avance. Ainsi Don fut choisi par l'Organisation météorologique mondiale en 2006, en remplacement de Dennis à la suite des dommages infligés par l'ouragan Dennis en 2005.

### Tempête tropicaleEmily
À la fin de juillet, un front froid stagnait sur le golfe du Mexique et le sud-est des États-Unis, inhabituel à ce moment de l'année. Une petite zone dépressionnaire non tropicale se forma sur l'arrière de ce front le 30 juillet, juste au sud du Panhandle de Floride et dériva vers le sud-est le long de celui-ci. Malgré les conditions défavorables, une organisation rapide du système s'est produite et il devint la dépression tropicale Six à 9 h UTC le 31 juillet.
Deux heures plus tard, elle est devenue la tempête tropicale Emily seulement, atteignant en même temps son intensité maximale avec des vents de 75 km/h et une pression minimale de 1 005 hPa. À 14 h 45 UTC, Emily frappa l'île Anna Maria, juste à l'ouest de Bradenton, puis la côte de la Floride proprement dite le lendemain. Un affaiblissement s'ensuivit et la fit repasser en dépression tropicale entre les deux frappes. Le système accéléra ensuite vers le nord-est avant d'être intégré dans une zone frontale le 2 août.
Après l'annonce de la formation d’Emily, le gouverneur de Floride Rick Scott déclara l'état d'urgence pour 31 comtés afin de pouvoir déployer les ressources nécessaires. La tempête a engendré une tornade EF0 près de Bradenton. Elle a parcouru un corridor d'environ 2,1 km de longueur, détruisant deux granges et quelques serres, faisant s'effondrer un mur et causant environ 96 000 $US de dommages. Les pluies torrentielles liées à Emily ont touché une bonne partie de l'État et Miami Beach a reçu jusqu'à 177 mm en trois heures et demie, dont 55 mm en seulement trente minutes.
Coïncidant avec la marée haute, le déluge submergea plusieurs pompes de la ville, et trois furent mises hors-service par les coupures de courant, entraînant des inondations importantes. Plusieurs bâtiments subirent ainsi des dégâts dans 76 centimètres d'eau stagnante et une personne fut hospitalisée après avoir été bloquée dans la crue,. Des portions du centre-ville de Miami, telles que Brickell, furent également fortement touchées et de nombreux véhicules furent bloqués sur chaussées inondées.

### OuraganFranklin
Le 3 août, le NHC a commencé à suivre une onde tropicale dans le sud-est de la mer des Caraïbes. Le 6 août, le NHC rehaussa son statut à celui de tempête tropicale potentielle en matinée puis à celui de tempête tropicale Franklin en soirée. Elle était alors à 155 km au nord de Cabo Gracias a Dios, à frontière Nicaragua-Honduras, et se dirigeait vers la péninsule du Yucatán.
À 3 h UTC (23 heures locales), Franklin a touché la côte du Yucatán à 25 km au sud-sud-ouest de Punta Herrero avec des vents de 95 km/h et une pression centrale de 995 hPa. La tempête a rapidement traversé la péninsule en faiblissant à cause de la friction tout en donnant de très fortes pluies et une onde de tempête d'un mètre le long de la côte sud. Le NHC annonça que Franklin était retourné en mer dans la baie de Campêche à 23 h UTC le 8 août y rencontrant des conditions favorables à son renforcement.
Le 9 août à 20 h 41 UTC, la tempête est devenue le premier ouragan de la saison 2017 grâce à une température de surface de la mer de 30 °C et un très faible cisaillement des vents en altitude. Franklin se trouvait alors à 170 km au nord-est de Veracruz au Mexique et se dirigeait franc ouest vers la côte de l'État du même nom.
L'ouragan continua de s'intensifier jusqu'au moment où il toucha la côte vers 5 h UTC le 10 août près de Lechuguillas, soit à 115 km au nord-nord-ouest de Veracruz. Il perdit ensuite rapidement de son intensité et se dissipa dans les montagnes à 35 km nord-nord-ouest de Mexico quelques heures plus tard. Cependant, l'onde tropicale restante atteignit la côte Pacifique dès la nuit suivante où elle permit de reformer un nouveau cyclone les jours suivants.
Le système a donné beaucoup de pluie dont un maximum de 136 mm à La Joya (Veracruz). Les pluies fracassèrent plusieurs records mensuels dont 279 mm à Zacapoaxtla (Veracruz) et 226 mm à La Soledad (Puebla). De nombreux arbres furent abattus, des pannes isolées d'électricité furent signalées, des maisons furent endommagées et les plantations, dont celles de bananes, furent également touchées. Certaines rivières débordèrent, les routes furent coupées et quelques glissements de terrain furent signalés.

### OuraganGert
Le 2 août, le NHC commença à surveiller une onde tropicale, et la convection associée, sortant de la côte ouest de l'Afrique. Celle-ci s'est déplacée vers l'ouest-nord-ouest et sa structure a peu changé en traversant l'Atlantique tropical car les conditions environnementales étaient marginales pour la formation d'un cyclone tropical. Plusieurs jours plus tard, l'onde a rencontré des conditions de cisaillement des vents plus favorables et commença à montrer des signes d'organisation. Après la formation d'une circulation bien définie, la perturbation est passée au stade une dépression tropicale à 3 h UTC le 13 août et de tempête tropicale à 21 h UTC le même jour.
À 3 h UTC le 15 août, Gert s'est intensifié pour devenir un ouragan de catégorie 1, le deuxième de la saison, à 720 km à l'ouest des Bermudes avant que sa trajectoire ne commence à courber vers le nord-est. Il a atteint la catégorie 2, le premier de 2017 dans l'Atlantique nord, le 16 août en après-midi à 665 km au sud d'Halifax (Nouvelle-Écosse). À ce moment son déplacement était très rapide, à 50 km/h vers le nord-est suivant le flux rapide en altitude, vers des eaux beaucoup plus froides. Malgré tout, il atteignit son maximum d'intensité le soir à 40,1° de latitude nord, étant encore sur le Gulf Stream, ayant des vents de 175 km/h, toujours à la catégorie 2 de l'échelle de Saffir-Simpson.
Le 17 août au matin, Gert était redescendu à la catégorie 1 à 460 km au sud-sud-est de Cap Race, le point le plus au sud-est de Terre-Neuve, Canada. À 21 h UTC, le système est devenu post-tropical. Quelques jours plus tard, la perturbation restante fut absorbée par une dépression non tropicale provenant de la côte est du Canada.
Le seul effet de Gert sur les côtes des Bermudes et de l'Amérique du Nord fut sa houle cyclonique. Deux personnes se sont noyées dans le courant d'arrachement : un dans les Outer Banks de Caroline du Nord et l'autre à Nantucket, Massachusetts,.

### OuraganHarvey
Le 13 août, NHC a commencé à suivre une onde tropicale sortie de la côte africaine. Le 17 août, elle s'était assez bien organisée pour devenir la tempête tropicale dénommée Harvey à 400 km à l'est de la Barbade. Elle a suivi ensuite une trajectoire la faisant passer sur le sud des Petites Antilles, près de la côte du Venezuela.
Faisant face à des conditions peu favorables, Harvey ne s'est jamais vraiment développé et à 3 h UTC le 20 août, il fut déclassé en onde tropicale à 215 km au nord de la péninsule de Guajira en Colombie après une étude in situ par un avion de reconnaissance. Cependant, les conditions pouvaient devenir favorables en aval de ce point, au large de la côte entre le Belize et le Nicaragua, et le NHC continua sa surveillance sur le système.
Le 22 août au matin, le système est passé sur la péninsule du Yucatán et le NHC lui donnait encore une probabilité de 70 à 90 % de retour au stade de cyclone tropical en passant sur la baie de Campêche et le sud du golfe du Mexique
Le 23 août après être entré dans le golfe du Mexique, Harvey a rencontré des conditions atmosphériques plus favorables et commençait à s'organiser. Une dépression s'est formée, devenant une tempête tropicale dans la même journée. Le lendemain la pression a commencé à se creuser faisant passer Harvey en ouragan de catégorie 1 puis de catégorie 2. Le 25 août, l'ouragan s'intensifiait pour passer en catégorie 3 avec des vents de 175 km/h puis en catégorie 4 dans la soirée avec des vents atteignant les 215 km/h.
L'ouragan Harvey touche terre dans l'État de Texas en apportant des importantes précipitations et des vents proches de 200 km/h. De nombreuses inondations sont signalées et les habitants dans les zones inondables sont évacués. Le 26 août l'ouragan a perdu rapidement sa puissance et est déclassé en tempête tropicale. L'eau a atteint cinq mètres par endroits dans la ville de Houston provoquant des inondations majeures et trois morts. Lors de son passage au Texas l'ouragan Harvey fait plus de cinquante morts – ayant majoritairement péri dans les inondations – et provoque des dégâts matériels estimés, à ce stade, à 60 milliards de dollars.
Le 28 août, la trajectoire d’Harvey s'oriente vers la mer et le golfe du Mexique provoquant une réintensification de la tempête avec des vents à 70 km/h. Le 30 août, Harvey retourne vers la Louisiane puis, durant la nuit, retombe en dépression tropicale sur la Louisiane ; à ce stade le NHC arrête de suivre ce système. Harvey s'est finalement dissipé le 3 septembre.

### Dépression potentielleDix
Une onde tropicale s'est formé dans l'Atlantique et fut déclarée une dépression potentielle alors qu'elle était au large de la Floride le 25 août avec 90 % de chance de devenir un cyclone tropical dans les 48 heures. Des bulletins d'avertissements furent émis pour la côte de la Floride comme la nouvelle politique du NHC l'exigeait mais le 29 le système n'avait toujours pas réalisé ses promesses. Le NHC termina donc ses bulletins et déclara que Dix était devenu une dépression frontale des latitudes moyennes.
Le système laissa jusqu'à 421 mm en quatre jours à Sarasota, en Floride et 226 mm à Naples. Il a donné des coups de vent en Caroline du Nord et causé des fortes vagues le long de la côte des Carolines.

### OuraganIrma
Le 27 août, une onde tropicale a quitté la côte ouest de l'Afrique associée à une vaste zone de convection profonde. Les jours suivants, le système s'est graduellement organisé et à 0 h UTC le 30 août, les images satellites montrent qu'une circulation de surface bien définie s'était développée et est devenu une dépression tropicale à environ 120 milles marins (222,24 km) à l'ouest-sud-ouest de São Vicente dans les îles du Cap-Vert devenant le premier phénomène cyclonique de type capverdien de la saison. À 15 h UTC, le NHC reclasse la dépression en tempête tropicale et la dénomme Irma.
Le 31 août avant 15 h UTC, Irma est devenue un ouragan de catégorie 1 vers 16° nord et 33° ouest en se déplaçant vers le nord-ouest à 16 km/h. Au début de l'après-midi, le cyclone est passé en catégorie 2 et se rapproche de la catégorie 3 avec des vents de 155 km/h. Entre le 2 et le 3 septembre, Irma passe dans la catégorie 4 avec des vents à 200 km/h en se rapprochant à partir du 4 septembre de l'arc antillais.
Le 5 septembre, l'ouragan Irma est classé en catégorie 5 (avec des vents moyens de 280 km/h) sur l'échelle de Saffir-Simpson et sa trajectoire orientée vers l'ouest-nord-ouest se dirige vers les îles du Nord des Petites Antilles pour toucher directement le lendemain Barbuda, Saint-Barthélemy, Saint-Martin, Saint-Christophe-et-Niévès et Anguilla.
Sans perdre en intensité, il se dirige ensuite vers le nord des îles Vierges britanniques et longe, à environ une cinquantaine de kilomètres, le nord des côtes de Porto Rico le 6 septembre, où il atteint son intensité maximale avec des vents soutenus de 295 km/h et une pression centrale de 914 hPa. Dans son rapport final, le National Hurricane Center a cependant ramené les vents soutenus maximaux à 287 km/h.
L'ouragan est ensuite passé à une centaine de kilomètres des côtes de la République dominicaine et d'Haïti le lendemain où il provoque des précipitations et des inondations majeures. Après être passé sur les îles Turks-et-Caïcos, l'ouragan – toujours en catégorie 5 depuis plus de 35 heures avec des vents soutenus à plus de 285 km/h pendant plus de 24 heures, ce qui constitue l'intensité la plus forte pour un cyclone dans l'Atlantique et le cinquième plus puissant jamais enregistré à frapper des terres.
Il remonte ensuite vers le sud des îles des Bahamas, se décale à l'ouest où il longe pendant plus de 24 heures, le 9 septembre, toutes les provinces de la côte nord de Cuba. En touchant terre, Irma est temporairement rétrogradé en catégorie 3 avec des vents à 205 km/h et des rafales à 250 km/h, mais repasse en catégorie 4 alors qu'il s'oriente au nord dans les eaux du golfe du Mexique pour toucher les Keys de Floride, puis longer la côte occidentale de la Floride.
L'ouragan termine sa vie en Georgie et devient post-tropical sur l'Alabama. La dépression restante remonta lentement vers la région au sud des Grands lacs avant de s'éteindre.

### OuraganJose
La tempête tropicale Jose se forma le 5 septembre à partir d'une onde tropicale. Elle devient rapidement un ouragan de catégorie 1 le 6 septembre. Le 7 septembre, l'ouragan Jose passe en catégorie 3 avec des vents à 195 km/h, puis le lendemain en catégorie 4 avec des vents de 240 km/h à 700 km à l'est-sud-est de la portion nord des Petites Antilles.
La trajectoire de Jose s'inclina alors vers le nord et s'éloigna des îles déjà dévastées par Irma quelques jours auparavant pour faire une boucle dans le sens horaire entre les Bermudes et les Bahamas durant plusieurs jours, tout en s'affaiblissant. Le système redevint une tempête tropicale le 14 septembre. Il reprit le niveau d'ouragan en après-midi du 15 et commença à se diriger vers le nord.
Par la suite, Jose est passée entre la côte de la Caroline du Nord et les Bermudes dans une trajectoire courbant vers le nord-est. Le soir du 19 septembre, le système est passé sous le seuil d'ouragan et redevenu une tempête tropicale à 375 km au sud de Nantucket, Massachusetts, mais avec encore une longue vie en prévision. Le soir du 19 septembre, le système est passé sous le seuil d'ouragan et redevenu une tempête tropicale à 375 km au sud de Nantucket, Massachusetts puis s'est mis à faire une nouvelle boucle dans le sens horaire à environ 250 km au sud de Nantucket, soit à la limite entre le Gulf Stream et de l'eau plus froide au nord. Jose est finalement devenu post-tropical à 3 h UTC le 22 septembre (23 h locale le 21) mais le NHC a continué de suivre ce système les jours suivants alors qu'il dérivait au large des côtes, affectant la région du cap Cod.
Le gouvernement de Barbuda évacua tous les résidents de l'île vers Antigua lorsque Jose sembla s'y diriger. En effet, l'île qui fut complètement dévastée par Irma quelques jours plus tôt n'offrait plus aucun refuge à la population. Cependant, le changement de trajectoire évita l'île. La trajectoire de l'ouragan ensuite le garda en mer mais ses bandes externes donnèrent de forts vents, de grosses mers et de la pluie par endroits aux Bermudes et le long de la côte Est des États-Unis.

### OuraganKatia
Un creux barométrique sur le sud-ouest du golfe du Mexique le 3 septembre était associé avec une vaste étendue orageuse. Deux jours plus tard, une basse pression distincte s'est formé environ 50 km à l'est de Tampico, Tamaulipas. À 21 h UTC ce même jour, le NHC a classé système en dépression tropicale Treize.
Situé dans une zone de faible cisaillement des vents, la dépression naissante dériva vers l'est. Le réchauffement progressif de la température de la mer lui permit de s'intensifier en tempête tropicale Katia le 6 septembre. Plus tard le même jour, un vol de reconnaissance découvrit que le système avait un mur de l'œil partiel et des vents de surface de 122 km/h et le NHC rehaussa Katia au statut d'ouragan.
La convection s'est organisée autour du centre alors que le système faisait du surplace et atteignit son maximum à la catégorie 2 le 8 septembre. En soirée le même jour, Katia toucha la côte du Mexique au nord de Tecolutla, Veracruz, comme un ouragan de catégorie 1. Le système s'est ensuite rapidement dissipé sur terre le 9 septembre. Les restes de Katia se sont déplacés vers l'océan Pacifique où ils ont redéveloppé la dépression tropicale Quinze-E deux jours plus tard.
En préparation pour Katia, plus de 4 000 résidents furent évacués des États de Veracruz et de Puebla. Les touristes ont quitté les villes côtières, des refuges furent ouverts et les égouts pluviaux furent dégagés avant le début des fortes pluies. Deux décès furent signalés à Xalapa à la suite de glissements de terrain causés par la tempête. Un troisième homme fut balayé par les eaux de ruissellement à Jalcomulco. L'état d'urgence fut déclaré dans 40 des 53 municipalités qui signalèrent des coulées de boue et des inondations, mais en général les dégâts furent mineurs. Environ 77 000 résidents ont perdu le courant électrique.

### OuraganLee
Une onde tropicale est sortie de la côte africaine le 13 septembre et est devenue plus rapidement que prévu la dépression tropicale Quatorze le 15 à 3 h UTC,. Le NHC a rehaussé le système à tempête tropicale à 15 h UTC le 16 septembre grâce à une étude de la zone orageuse autour de son centre et de la force des vents selon les données du diffusomètre ASCAT du satellite météorologique.
Face à des conditions défavorables, Lee est retombé au seuil de dépression tropicale le 17 septembre vers 16 h UTC. Le système est devenu post-tropical le 19 septembre à 3 h UTC et devait se dissiper dans les jours suivants car les conditions étaient défavorables. Cependant, le NHC garda un œil ouvert sur l'onde tropicale restante en cas de redéveloppement.
Comme Harvey plus tôt en saison, Lee redevient officiellement une dépression tropicale tard le 22 septembre. Elle se réorganisa même en tempête tropicale quelques heures plus tard à 1 490 km à l'est des Bermudes et se mit ensuite à dériver dans le même secteur. La nuit du 23 au 24 septembre, Lee devient un ouragan de catégorie 1 très compact et continua de se creuser en faisant du surplace.
Les jours suivants, Lee garda son intensité grâce à une température chaude de la surface de la mer et à un cisaillement des vents nul en altitude malgré la remontée d'eau plus froide des profondeurs qu'il produisait. Les vents de force d'ouragan ne s'étendaient que dans un rayon de 20 km et ceux de force de tempête tropicale qu'à 55 km. Le 26 septembre à 9 h UTC, le NHC émet un bulletin déclarant que l'ouragan venait de passer difficilement le seuil de la catégorie 2 alors qu'il était à 1 195 km à l'est des Bermudes. Son lent déplacement vers l'ouest avait en effet permis de l'amener sur des eaux plus chaudes ce qui l'amena à la catégorie 3 le 27 septembre à 15 h UTC.
Ce regain de vigueur ne dura cependant pas, dès 3 h UTC le 28 l'ouragan était redescendu à la catégorie 2 et en fin de journée à la catégorie 1, tout en accélérant vers le nord-nord-est,. Le 29 septembre vers midi, Lee est redescendu au niveau de tempête tropicale à 1 620 km au nord-est des Bermudes. Le système se déplaçait alors à 50 km/h en direction de l'Europe, tout en faiblissant en arrivant à la limite des eaux chaudes du Gulf Stream et d'eau plus froide au nord. À 9 h UTC le 30 septembre, le NHC a émis son dernier bulletin car Lee était devenu un système post-tropical à mi-chemin entre le Groenland et les Açores et qui devait se dissiper dans les 24 heures.
Ayant vécu toute sa vie en plein milieu de l'Atlantique, Lee n'a fait aucun dégât ni victime.

### OuraganMaria
Le 13 septembre, le NHC repéra une zone orageuse bien au sud-est des îles du Cap-Vert avec un faible potentiel de développement en cyclone tropical. Le système dériva vers l'ouest sans trop de changement mais entra finalement dans une zone favorable au développement le 16 septembre pour devenir la dépression tropicale Quinze à 18 h UTC et la tempête tropicale Maria à 21 h UTC à 1 000 km à l'est-sud-est des Petites Antilles.
Elle est devenue un ouragan de catégorie 1 le 17 septembre en après-midi à 225 km à l'est-nord-est de la Barbade et se dirigeant directement vers la partie nord des Petites Antilles tout en se creusant. À 15 h UTC le 18 septembre, Maria devient un ouragan de catégorie 3, soit un ouragan majeur avec des vents de 195 km/h et une pression centrale de 959 hPa.
Maria passe à la catégorie 4 en soirée du 18 septembre selon le bulletin de 21 h UTC du NHC. Ses vents atteignent alors 215 km/h et l'œil de l'ouragan est très près de la Dominique. Sa course ralentit lors de son passage sur l'île et l'ouragan s'intensifie grâce à une mer très chaude et des cisaillements de vents très faibles avant de frapper le sud-ouest de la Basse-Terre en Guadeloupe vers 2 h du matin (heure locale) le 19 septembre.
En arrivant sur la Guadeloupe, Maria est réévalué en catégorie 5, soit aussi puissant que l'ouragan Hugo. Après un léger affaiblissement à la catégorie 4, Maria repasse en catégorie 5 vers 5 h du matin toujours au-dessus de l'Archipel de La Guadeloupe en direction nord-ouest puis se dirige vers Porto Rico qu'elle dévaste avant de tourner légèrement vers le nord et de passer près des îles Turks-et-Caïcos en faiblissant lentement à la catégorie 3.
Le 24 septembre, Maria était à mi-chemin entre les Bahamas et les Bermudes, se déplaçant à seulement 9 km/h vers le nord. L'ouragan s'affaiblit ensuite graduellement en passant entre la côte américaine et les Bermudes sur une mer rafraîchie par le passage de l'ouragan Jose la semaine précédente. Il redescend au seuil de tempête tropicale à près de 300 km à l'est du cap Hatteras avant de se diriger vers le nord-est dans l'Atlantique et d'être absorbé dans une circulation d'altitude des latitudes moyennes.
Le 30 septembre à 21 h UTC, le NHC nota que la convection profonde avait disparu et que Maria avait effectué sa transition post-tropicale à 895 km à l'est-sud-est de cap Race, Terre-Neuve. Elle est ainsi devenue une dépression frontale se dirigeant vers les îles Britanniques tout en faiblissant encore plus sur une trajectoire assez similaire à celle de Lee.

### OuraganNate
Le 3 octobre 2017, le NHC a commencé à suivre une onde tropicale dans le sud-ouest de la mer des Caraïbes qui avait un potentiel de développement. Le lendemain en mi-journée, le système s'était assez développé pour devenir la dépression tropicale Seize à 40 km au sud-sud-ouest de l'île de San Andres au large la côte du Nicaragua. Le 5 octobre 2017 à 12 h UTC (8 heures, heure locale), le NHC reclasse le système comme la tempête tropicale Nate alors qu'il est à 15 km au sud de Puerto Cabezas, Nicaragua. Nate touche la côte près de ce point peu de temps après.
Nate traverse ensuite l'est du Nicaragua et du Honduras, y donnant de fortes pluies, avant de ressortir dans le golfe du Honduras la nuit du 5 au 6 octobre 2017. Le soir du 6 octobre 2017, le centre de la tempête tropicale est passée dans le canal du Yucatán, traversant dans le sud du golfe du Mexique et ses eaux très chaudes (30 °C) où il est reclassé ouragan de catégorie 1 à 3 h 30 UTC le 7 octobre 2017. L'ouragan traverse rapidement le golfe du Mexique en direction de La Nouvelle-Orléans, bénéficiant de ses eaux chaudes et d'un faible cisaillement des vents. À 0 h UTC le 8 octobre 2017 (19 h heure locale le 7 octobre 2017), le centre de Nate frappe la côte de la Louisiane à 15 km au sud-ouest de l'embouchure du fleuve Mississippi, toujours à la catégorie 1, avec des vents soutenus de 140 km/h et des rafales plus fortes. Par la suite, il s'affaiblit en entrant dans les terres tout en effectuant une trajectoire graduellement vers le nord-est et devient le 9 octobre 2017 une dépression extra-tropicale passant sur le nord-est des États-Unis et du Canada.
Le précurseur de Nate fait 43 morts au Panama, El Salvador, Guatemala, Costa Rica, Nicaragua et Honduras par des inondations et des coulées de boue. De nombreux arbres furent déracinés, des ponts se sont effondrés, des routes se sont transformées en rivières et des maisons furent inondées. Aux États-Unis, il a fait deux morts et de nombreux dégâts par les vents et l'onde de tempête.

### OuraganOphelia
Le 6 octobre, une circulation s'est développée à la fin d'un front froid dans l'Atlantique nord-est, avec un centre de basse pression se développant dans la circulation le même jour. Alors que cette dépression a lentement dérivé vers le nord-est, elle a commencé à se détacher du système frontal et à acquérir des caractéristiques subtropicales le 7 octobre.
Tôt le 9 octobre, le système s'est complètement transformé en un cyclone tropical, ce qui a incité la NHC à commencer à émettre des avis sur la dépression tropicale Dix-Sept. La dépression tropicale a continué à se renforcer, devenant la tempête tropicale Ophelia selon le bulletin de 15 h UTC. Le 11 octobre à 21 h UTC, la NHC a reclassé Ophelia en un cyclone de catégorie 1 à 1 220 km au sud-ouest des Açores. À la fin de la journée du 12 octobre, Ophelia atteignit la catégorie 2 de l'échelle de Saffir-Simpson.
À 9 h UTC le 14 octobre, il se déplaçait à 40 km/h et n'était plus qu'à 480 km au sud-sud-ouest de l'archipel. Malgré des conditions marginales de température de la mer, mais grâce à de l'air très froid en altitude, l'ouragan passa à la catégorie 3 (ouragan majeur) à 16 h UTC le même jour.
L'ouragan est passé ensuite à l'est des Açores avant de se diriger vers l'Irlande tout en devenant une tempête des latitudes moyennes durant la nuit du 15 au 16 octobre. Le 16 octobre à 3 h UTC, le NHC émit son dernier bulletin car Ophelia était devenu une dépression post-tropicale à 355 km au sud-ouest de Mizen Head, Irlande. Durant la journée du 16 octobre, le système aborda l'Irlande avec une pression minimale de 959 hPa mesurée à l'île de Valentia puis passa en Écosse. Le 17, elle traversa la mer du Nord pour rejoindre l'ouest de la Norvège, tout en faiblissant, avant d'être absorbée par une autre dépression passant sur la Finlande et la Russie.
Comme ouragan, il n'a causé que des dégâts mineurs aux Açores, son centre passant assez loin de ses îles orientales. Comme tempête post-tropicale, il fit trois morts en Irlande et des dégâts importants jusqu'en Écosse.

### Tempête tropicalePhilippe
Le 23 octobre en fin de journée, le NHC a commencé à suivre une onde tropicale près de la côte nord-est du Nicaragua. Celle-ci donnait une large zone de nuages et des orages dispersées mais avait un certain potentiel de développement. Les jours suivants le système s'est mieux organisé et le 27 au matin, le NHC lui donnait 60 % de probabilité de devenir une dépression tropicale. Cette probabilité fut rehaussée à 80 % en après-midi.
À 17 h HAE le 27 octobre, (21 h UTC), le NHC reclasse le système en dépression tropicale potentielle Dix-huit à 670 km sud-sud-ouest de la Havane, Cuba. Les données provenant d'un avion de reconnaissance montraient que le système n'avait pas encore de centre bien défini ce qui n'en faisait pas encore un cyclone tropical mais comme des conditions de tempête tropicale devaient affecter Cuba et le nord-ouest des Bahamas dans les 24 à 36 heures suivantes, des avis furent émis.
Le 28 octobre à 15 h UTC, le système était devenu assez concentré autour d'un centre de rotation pour que le NHC l'ait déclaré une dépression tropicale et nommé Dix-Huit à 90 km au sud de l'île de la Jeunesse, Cuba. Les avertissements cycloniques furent étendus au sud de la Floride et la dépression est passée ensuite au-dessus de l'île pour se diriger vers Cuba proprement dit, y donnant des pluies intenses. À 21 h UTC (17 heures locales), le NHC reclassait le système au niveau de tempête tropicale appelé Philippe, à 30 km au sud de la Havane. Le soir-même, elle est passée de l'autre côté de Cuba en se dirigeant vers l'extrême sud de la Floride.
Elle traversa ensuite les Everglades dans le sud-ouest de la Floride, donnant des vents de 72 km/h et de fortes pluies (jusqu'à 100 mm par endroits), mais causant peu de dommages. Cependant, quelques faibles tornades furent rapportées dont une à West Palm Beach et une autre à Miami,.
Tôt le matin du 29 octobre, le système était très mal défini et un fort cisaillement des vents en altitude, causé par un système frontal, tendait à le désorganiser encore plus tout en l'accélérant vers le nord-est. Bien que le système se soit mieux organisé ensuite, il perdit tout caractère tropical et à 21 h UTC (17 heures locales), le NHC déclara qu'il était maintenant post-tropical à 470 km au sud du cap Hatteras. Finalement, une dépression en intensification rapide le long de la côte de Caroline du Nord le captura, ainsi que son humidité, pour donner une tempête automnale sur le nord-est des États-Unis et du Canada.
Cette dernière tempête est passée du cap Hatteras au Québec, laissant environ 1,2 million de clients sans électricité en Nouvelle-Angleterre. Les vents ont atteint des pointes de 92 km/h à Warwick (Rhode Island) et 150 km/h à Popponesset (Massachusetts). Au Québec, ce sont 200 000 clients d'Hydro-Québec qui perdirent le courant à cause des vents soufflant à 70 km/h avec des rafales à 90 km/h. Il est aussi tombé de fortes pluies au Québec et dans l'est de l'Ontario, donnant jusqu'à 98 mm dans la capitale canadienne à Ottawa, le premier ministre Justin Trudeau devant utiliser un véhicule tout terrain pour quitter sa résidence secondaire du lac Mousseau dans le parc de la Gatineau pour se rendre au parlement.

### Tempête tropicaleRina
Le NHC a commencé à suivre une circulation à la pointe d'un système dépressionnaire non tropical à mi-chemin entre les Bermudes et les Açores dès le 3 novembre. Le 5 novembre, ce système montra une bonne probabilité de devenir tropical et le lendemain à 10 h UTC, le NHC en fit la dépression tropicale Dix-Neuf à 1 445 km à l'est des Bermudes.
À 4 h UTC le 7 novembre, le NHC rehaussa le système à tempête tropicale et la nomma Rina. Se déplaçant vers le nord, la tempête se renforça lentement mais dès la nuit du 7 au 8 novembre commença à prendre des caractéristiques subtropicales, soit un mélange de nuages convectifs au nord-est du centre et une configuration de sa couche nuageuse en forme de virgule plus caractéristique de la cyclognèse des latitudes moyennes. À 9 h UTC le 8 novembre, Rina se trouvait à 1 135 km au sud-sud-est de Cap Race, Terre-Neuve, se dirigeant à 31 km/h vers des eaux beaucoup plus froides.
Le matin du 9 novembre, Rina était à 535 km à l'est-sud-est de Cap Race et sa trajectoire virait vers le nord-est alors que son intensité diminuait (vents maximaux de 75 km/h). Le centre du système était alors de plus en plus difficile à repérer et un système frontal était en train de la joindre depuis l'ouest. À 16 h UTC, le NHC émit son dernier bulletin, déclarant que Rina était devenue une dépression des latitudes moyennes se dirigeant vers les îles Britanniques tout en faiblissant.
Rina n'était que la 6e tempête à recevoir un nom commençant en « R » dans l'histoire de l'Atlantique nord et c'est le premier système de cette lettre à être utilisé deux fois, le premier étant l'ouragan Rina en 2011. Ayant passé toute sa vie en mer, Rina ne fit aucun dégât ou victime.

## Chronologie des événements
| D | T | 1 | 2 | 3 | 4 | 5 |